# Lancié
Lancié é uma comuna francesa na região administrativa de Auvérnia-Ródano-Alpes, no departamento de Ródano. Estende-se por uma área de 6,6 km². Em 2010 a comuna tinha 1 062 habitantes (densidade: 160,9 hab./km²).